# Condado de Torre Arias
El condado de Torre Arias es un título nobiliario español creado  por el rey Carlos III en favor de María Francisca Colón de Larreátegui y Ximénez de Embún, hija de Pedro Isidro Colón de Larreátegui y Angulo y de María Antonia Jiménez de Embún, mediante real decreto del 21 de septiembre de 1760 y despacho expedido el 25 de mayo de 1761.
Este título obtuvo la grandeza de España por decreto del rey Alfonso XIII el 15 de abril de 1910, recayendo en el VI conde Alfonso Pérez de Guzmán el Bueno y Gordón.

## Condes de Torre Arias
|                                     | Titular                                                  | Periodo                 |
| Creación por Carlos III             | Creación por Carlos III                                  | Creación por Carlos III |
| ----------------------------------- | -------------------------------------------------------- | ----------------------- |
| I                                   | María Francisca Colón de Larreátegui y Ximénez de Embún  | 1761-1771               |
| II                                  | Cayetano Pedro Golfín de Carvajal y Colón de Larreátegui | 1773-1822               |
| III                                 | Pedro Cayetano Golfín de Carvajal y de las Casas         | ¿?-¿?                   |
| IV                                  | Petra Golfín de Carvajal y de Las Casas                  | ¿?-1829                 |
| V                                   | María de la Concepción de Gordón y Golfín de Carvajal    | 1850-1871               |
| Grandeza de España por Alfonso XIII |                                                          |                         |
| VI                                  | Alfonso Pérez de Guzmán el Bueno y Gordón                | 1886-1936               |
| VII                                 | Alfonso Pérez de Guzmán el Bueno y Salabert              | 1936-1978               |
| VIII                                | Tatiana Pérez de Guzmán el Bueno y Seebacher             | 1979-2012               |
| IX                                  | José Luis Mesía y Figueroa                               | 2015-2018               |
| X                                   | Juan José Mesía y Medina                                 | 2022-hoy                |

## Historia de los condes de Torre Arias
- María Francisca Colón de Larreátegui y Ximénez de Embún (Madrid, 23 de febrero de 1740-29 de abril de 1771), I condesa de Torre Arias.[1]

Casó el 6 de septiembre de 1761 con Pedro Matías Golfín de Carvajal y Ágreda (m. 1797), regidor perpetuo de Cáceres y señor de Ágreda, hijo de José Golfín de Carvajal —miembro del Consejo y Cámara de Castilla— y su esposa María de Ágreda Cabrera. El 19 de octubre de 1773 le sucedió su hijo:
- Cayetano Pedro Golfín de Carvajal y Colón de Larreátegui (Madrid, 1765-13 de febrero de 1822), II conde de Torre Arias.[4]

Casó el 13 de abril de 1788 con María de las Casas y Mendoza-Rivera (1772-1814), III marquesa de Santa Marta, hija de Vicente de las Casas y del Águila Orellana y su esposa Rosa de Mendoza-Rivera y Manuel de Villena. Le sucedió su hijo:
- Pedro Cayetano Golfín de Carvajal y de Las Casas, III conde de Torre Arias.

Le sucedió su hermana:
- Petra Golfín de Carvajal y de Las Casas (10 de junio de 1797-26 de diciembre de 1829), IV condesa de Torre Arias.[6]

Casó el 2 de diciembre de 1828 con Jorge de Gordón y Retes, caballero de la Orden de Carlos III, hijo de Miguel de Gordón y Urquijo y su esposa Josefa de Retés Llanteno y Oleola de Zuaza. El 5 de agosto de 1850 le sucedió su hija:
- María de la Concepción de Gordón y Golfín de Carvajal (7 de diciembre de 1829-8 de febrero de 1871), V condesa de Torre Arias, IV marquesa de Santa Marta.[8]

Casó el 23 de abril de 1856 con Enrique Eduardo Pérez de Guzmán el Bueno y Gallego (1826-1902), diputado a Cortes, consejero del Monte de Piedad y maestrante de Sevilla, que era hijo de Domingo Pérez de Guzmán el Bueno y Fernández de Córdoba —IX conde de Villamanrique del Tajo— y su esposa María de los Ángeles Gallego y Laso de la Vega. El 7 de diciembre de 1886 le sucedió, por cesión, su hijo:
- Alfonso Pérez de Guzmán el Bueno y Gordón (Madrid, 24 de marzo de 1861-24 de julio de 1936), VI conde de Torre Arias, maestrante de Sevilla, gentilhombre grande de España con ejercicio y servidumbre de la cámara del rey Alfonso XIII, diputado a Cortes, concejal de Madrid, Gran Cruz de la Orden de Carlos III y de Orden Americana de Isabel la Católica.[9]

Casó el 25 de enero de 1887 con María de los Dolores de Salabert y Arteaga (1862-1942), VIII marquesa de la Torre de Esteban Hambrán, que era hija de Narciso de Salabert y Pinedo —IX duque de Ciudad Real, VII marqués de Valdeolmos etc.— y su esposa Josefa de Arteaga Lazcano y Silva. El 25 de junio de 1950 le sucedió su hijo:
- Alfonso Pérez de Guzmán el Bueno y Salabert (3 de julio de 1890-1978), VII conde de Torre Arias, X marqués de Santa Marta, maestrante de Sevilla y gentilhombre de cámara del rey Alfonso XIII con ejercicio y servidumbre.[10]

Casó en 1920, en primeras nupcias, con Ana Juliana Seebacher y Muller, en segundas con María Belén Ortiz y Urquijo y en terceras con Alicia Muguerza y García-Moreno. El 27 de septiembre de 1979 le sucedió, de su primer matrimonio, su hija:
- Tatiana Pérez de Guzmán el Bueno y Seebacher, VIII condesa de Torre Arias, XI marquesa de Santa Marta, IX marquesa de la Torre de Esteban Hambrán.[11]

Casó el 29 de junio de 1949 con Julio Peláez y Avendaño. El 10 de septiembre de 2015, previa orden del 1 de junio para que se expida la correspondiente carta de sucesión (BOE del día 16), le sucedió:
- José Luis Mesía y Figueroa (Hernani, 21 de junio de 1941-Madrid, 27 de enero de 2018), IX conde de Torre Arias, VIII duque de Tamames, IV duque de Galisteo, XXII vizconde de los Palacios de la Valduerna, XV conde de Mora, XIII marqués de Campollano, XI marqués de Torre de Esteban Hambrán, XI marqués de Santa Marta.[13]

Casó el 4 de junio de 1966 con Ángela Medina y Soriano.
- Juan José Mesía y Medina, X conde de Torre Arias.[14]